# 浄土真宗東本願寺派
浄土真宗東本願寺派（じょうどしんしゅうひがしほんがんじは）は、浄土真宗の一派である。真宗大谷派（本山は京都真宗本廟〈東本願寺〉）から離反した五百数十ヶ寺の末寺・崇敬寺院からなる。本山は、東京西浅草の浄土真宗東本願寺派本山東本願寺。宗門は法主が統率する。2020年現在の法主は、第二十六世の大谷光見（法名：聞如）。
なお、宗教法人法に規定される包括宗教法人ではなく、単立宗教法人の寺院による任意団体であり、宗派と末寺・崇敬寺院の間に法的な包括関係はない。

## 歴史
1969年（昭和44年）、京都の東本願寺を本山とする真宗大谷派内部において、教義上の解釈や宗派の運営方針等をめぐって保革が対立し、紛争に及んだ（お東騒動）。
第二十四代法主・大谷光暢（闡如）は改革派の動きに反対し、1978年（昭和53年）、本願寺の法統を守る為として、真宗大谷派との包括関係を解き、京都の東本願寺の独立を進めることを宣言。同時に全国の別院・末寺にも真宗大谷派からの独立を呼びかけた。光暢の長男で真宗大谷派の法嗣（新門）であった大谷光紹（興如）は、これに呼応し、自身が住職を務めていた真宗大谷派東京別院東京本願寺（浅草門跡）の独立を進め、1981年（昭和56年）6月15日に認証された。
一方、改革派は、光暢が進めていた東本願寺の独立を阻止し、宗派の憲法である「真宗大谷派宗憲」の改定を進め、1981年（昭和56年）6月11日に新宗憲を公布・施行。これによって、これまで、宗祖親鸞聖人以来の本願寺の法統を伝承する師主（指導者）という位置付けであった「法主」を廃し、権限を有しない宗派統合の象徴という位置付けの「門首」を新たに設け、光暢をスライド就任させた（光暢本人は就任を拒否）。さらに、宗派と本山は不離一体のものであるという「宗本一体」の理念を掲げ、1987年（昭和62年）12月14日、それまで、宗教法人「真宗大谷派」と包括関係にあった宗教法人「本願寺」を閉鎖登記し、宗教法人「真宗大谷派」に吸収合併させた。（それ以降、京都の東本願寺の正式名称は｢真宗本廟」となった。）
このような一連の動きを受けて、光紹は、1988年（昭和63年）2月29日、真宗大谷派の規則変更により消滅させられた「東本願寺法主」の地位を継承するとして、東本願寺第二十五世法主の継承を宣言。同時に三百数十ヶ寺に及ぶ真宗大谷派からの独立寺院を率いて「浄土真宗東本願寺派」を結成し、「東京本願寺」を本山とした。これに対して、真宗大谷派は「東本願寺派」および「東本願寺第二十五世法主」の名称の使用禁止の仮処分を東京地裁に申請したが棄却された（昭和63年11月11日決定）。また東京高裁も、この決定を支持し真宗大谷派の抗告を棄却した（平成2年5月11日決定）。
1992年12月には茨城県牛久市にある浄土真宗東本願寺派霊園牛久浄苑内に世界最大のブロンズ像である牛久大仏が建てられた。
その後、1996年（平成8年）には「宗規」と「憲章」を定め、「末寺」制度を設けた。1999年（平成11年）、光紹が遷化（死亡）すると、その長男である大谷光見（聞如）が第二十六世法主を継承し、2001年（平成13年）4月26日には、本山である「東京本願寺」の名称を「浄土真宗東本願寺派 本山 東本願寺」へと変更。真宗大谷派はこれに対して「東本願寺」名称使用中止を求める申入書を送付（同年5月10日）、また同派東京教区も同様の抗議文を送付した（平成14年12月25日）。

## 歴代法主
※ 浄土真宗東本願寺派の公式サイトの表記には揺れがあり、法主を「○○代」と表記する場合と、「第○○世」と表記する場合がある。本記事では、「開山」である親鸞以外は「第○○世」で表記した。
開山 親鸞 (1173 - 1262) - 宗祖
第2世 如信 (1235 - 1300)
第3世 覚如 (1270 - 1351)
第4世 善如 (1333 - 1389)
第5世 綽如 (1350 - 1393)
第6世 巧如 (1376 - 1440)
第7世 存如 (1396 - 1457)
第8世 蓮如 (1415 - 1499)  - 本願寺、中興の祖。
第9世 実如 (1458 - 1525)
第10世 証如 (1516 - 1554)
第11世 顕如 (1543 - 1592) - 戦国時代に織田信長などと対立
これ以降、真宗大谷派
第12世 教如 (1558 - 1614)
第13世  宣如 (1604 - 1658)
第14世 琢如 (1625 - 1671〈1664譲〉)
第15世 常如 (1641 - 1694〈1679譲〉)
第16世 一如 (1649 - 1700)
第17世 真如 (1682 - 1744)
第18世 従如 (1720 - 1760)
第19世 乗如 (1744 - 1792)
第20世 達如 (1780 - 1865〈1846譲〉)
第21世 厳如 (1817 - 1894〈1889譲〉)
第22世 現如 (1852 - 1923〈1908譲〉)
第23世 彰如 (1875 - 1943〈1925譲〉)
第24世 闡如 (1903 - 1993〈1981門首〉)
これ以降、浄土真宗東本願寺派
第25世 興如（大谷光紹） (1925〈1988就〉 - 1999)
第26世 大谷光見（法名:聞如） (1965 - ) - 現法主